# Apophthisis
Apophthisis is een geslacht van vlinders uit de familie mineermotten (Gracillariidae).
Het geslacht bestaat omvat volgende soorten:
- Apophthisis congregata Braun, 1923
- Apophthisis pullata Braun, 1915